# Abrothrix andina
Abrothrix andina is een zoogdier uit de familie van de Cricetidae. De wetenschappelijke naam van de soort werd voor het eerst geldig gepubliceerd door Philippi in 1858.

## Verspreidingsgebied
De soort wordt aangetroffen in Peru, Bolivia, Argentinië en Chili.